# Fort des Brotteaux
Das Fort des Brotteaux, das heute nicht mehr existiert, war Teil der ersten Stadtmauern von Lyon. Es lag im Stadtviertel Les Brotteaux von Lyon zwischen folgenden Straßen:
- Rue des Émeraudes
- Cours Lafayette
- Avenue Thiers
- Rue Waldeck-Rousseau

## Geschichte
Dieses Fort wurde als erster Teil der Stadtmauer von Lyon auf dem linken Rhoneufer an der Kreuzung der Straßen nach Décines und Crémieu errichtet. Es wurde auf einem Erdwall vom 5 m gebaut und mit einem Wassergraben von 30 m Breite und 3 m Tiefe umgeben.
Es war trapezförmig angelegt: Die kleinere Seite (250 m) hatte in den zwei Ecken je eine Bastion mit nach Osten gerichteten Kanonen. Auf der Westseite (360 m) befand sich der Eingang mit einer Holzbrücke.
Im Innern der Anlage befanden sich auf einem weiteren Erdhügel (4 m) die Kaserne für eine Garnison von 350 Mann, der Pulverturm und einige Lagerstätten.
Das Fort des Brotteaux wurde per Gesetz (21. August 1884) außer Dienst gestellt. Es begannen lange Verhandlungen zwischen der Stadt und der PLM, die den Bahnhof Lyon-Brotteaux etwas weiter östlich des Forts errichten wollte. Die Errichtung (zwischen 1904 und 1908) dieses Bahnhofs ließ schließlich die historische Befestigungsanlage völlig verschwinden.